# Petalocephala cultellifera
Petalocephala cultellifera är en insektsart som beskrevs av Walker 1857. Petalocephala cultellifera ingår i släktet Petalocephala och familjen dvärgstritar. Inga underarter finns listade i Catalogue of Life.